# ريتشارد رايكروفت
ريتشارد رايكروفت (بالإنجليزية: Richard Rycroft)‏‏ (28 يونيو 1960 - ) ممثل وكوميدي إنجليزي، اشتهر بتأديته دور "الحكيم وولكان" في مسلسل صراع العروش.

## روابط خارجية
- ريتشارد رايكروفت على موقع IMDb (الإنجليزية)
- ريتشارد رايكروفت على موقع قاعدة بيانات الفيلم (الإنجليزية)